# Laura Chinelli
Laura Chinelli (Montevideo, 8 de abril de 1984) es una cantante, compositora y multiinstrumentista uruguaya. Su obra integra corrientes musicales que van desde el rock y el pop, la música indie, la música popular, hasta creaciones de corte más intimista, introvertidas, a veces con un cuidado especial por los climas y la experimentación sonora.

## Biografía
Laura Chinelli nació Montevideo y vivió su infancia entre el campo y la ciudad. Su madre es pianista y su padre escribano, además de fanático del candombe.
Fue corista en la banda de Jorge Nasser durante 2 años y cantó junto a los músicos de La Triple Nelson en una banda de covers. Tiene su primer disco publicado por el sello Contrapedal en 2010. Para su segundo trabajo cuenta con el productor Sebastián Peralta (NTVG).
La artista es Ingeniera de Sonido, ha producido algunas de sus propias grabaciones. Es relativamente nueva en la escena de la canción uruguaya, no obstante su trabajo la ha llevado a escenarios por todo el interior de Uruguay y varios países de América Latina.

## Discografía
- 2010, álbum “Historias de invierno"[4] Sello: Contrapedal. Productor Artístico: Fran Nasse y producción artística en “Si me pierdo" de Nicolás Demczylo.

1. Sueño Profundo
2. Si me pierdo
3. Debajo de la lluvia
4. A través del tiempo
5. Entre las rocas
6. Dentro mío
7. La noche más fría
8. Canción
9. Ciudades
10. Llévame
11. Ya no más

- 2003, álbum “Infinito”[5] Sello: Independiente. Producción musical de Sebastián Peralta.

1. La música en mi  03:16
2. La noche verde clara  02:18
3. Desde acá  03:41
4. Plegaria ft. Sebastian Jantos  03:18
5. Fui muy lejos feat. Emiliano Brancciari
6. Flor del bosque  02:23
7. Crecer  03:22
8. Infinito  03:00
9. El vestido negro 03:12
10. When I Cry feat. Liz Bohlmann  02:51
11. Al final feat. Jorge Nasser  02:51